# Pravěký Egypt

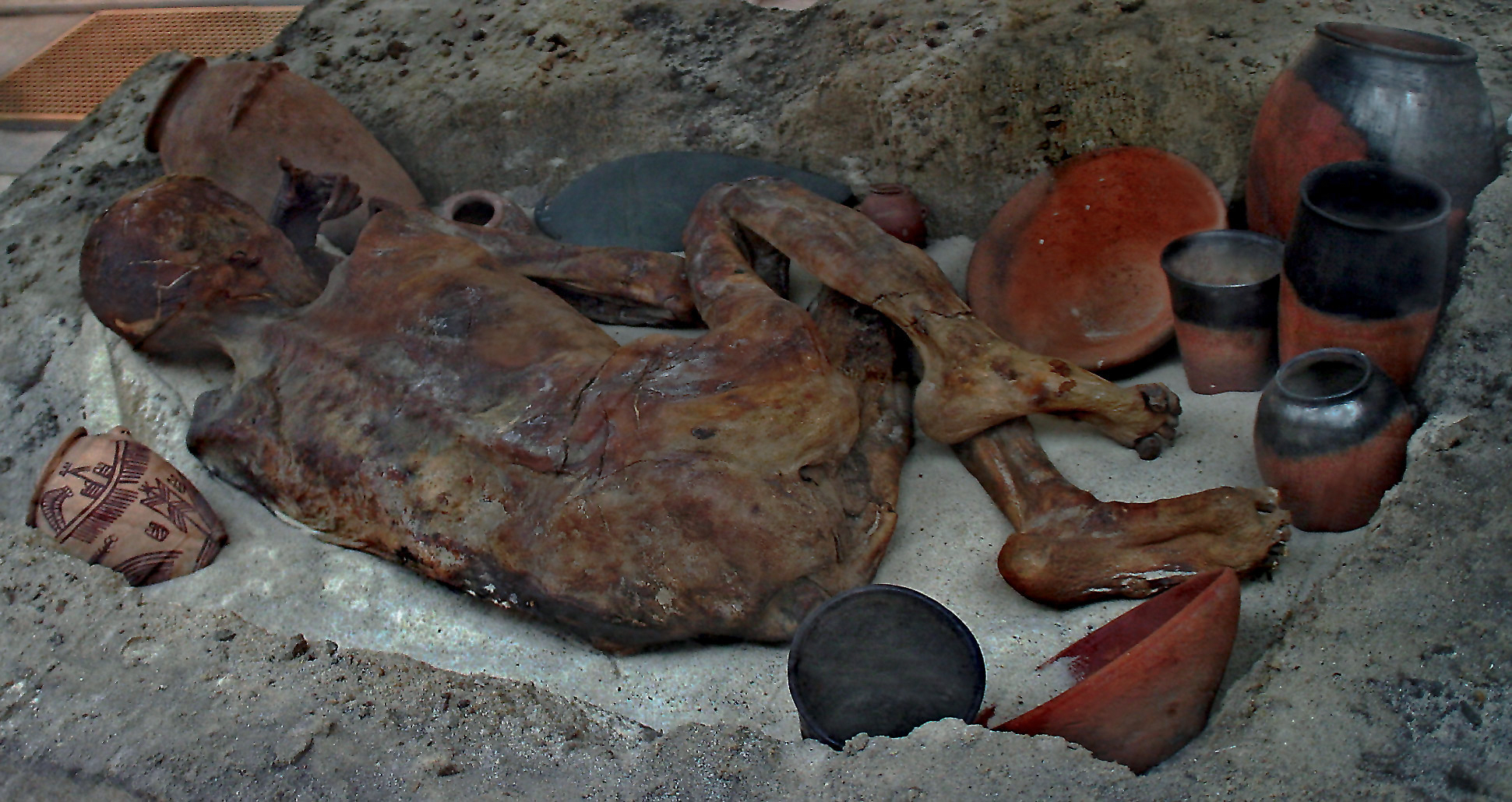
Rekonstruovaný hrob z pozdního předdynastického období Nakády II. kolem 3400 př. n. l. Britské muzeum.

Tento článek pojednává o historickém vývoji Egypta v období od nejstaršího paleolitu do doby vzniku Egyptské říše kolem roku 3000 př. n. l.

## Paleolit (700 000 – 7 000 př. n. l.)

### Starý paleolit (700 000 – 250 000 př. n. l.)
Skupinky Homo erectus se při rozšiřování z Afriky do západní a jižní Asie pravděpodobně též usadily v údolí Nilu. Dokládají to nálezy pěstních klínů v lokalitě Naga el-Chalífa poblíž Abydu.
V té době byla osídlena i prehistorická Núbie. Z této doby pochází pěstní klíny, které se nachází na zvětralých vrcholcích kopců nazvaných „inselbergy“, kde se nacházela i surovina pro jejich výrobu – železitý pískovec. Tyto nálezy byly zdokumentovány při záchranných archeologických pracích v 60. letech 20. století v oblasti Násirova jezera.

### Střední paleolit (250 000 – 70 000 př. n. l.)

Postup při tvorbě nástroje levalloiskou technikou

V této době začala být při výrobě úštěpů a čepelek používána levalloiská technika, která umožňuje výrobu nástrojů předem určených rozměrů z upravené pazourkové pecky.
Z výzkumu výrobků v Západní poušti a v oblasti Keny můžeme střední paleolit rozdělit na kratší části.
- Raná fáze středního paleolitu a núbijského středního paleolitu (250 000 – 150 000 př. n. l.)

Toto období je charakteristické núbijskou levalloiskou technikou oboustranně opracované čepele, které jsou známy hlavně z Núbie.
- Střední fáze středního paleolitu (150 000 – 80 000 př. n. l.)

V této době se v Západní poušti nacházela buď stálá jezera, nebo jezera, která vysychala, ale zbývající část roku byla napájena srážkami. Oblast pouště byla v době extrémního sucha opouštěna.
Mezi nejčastěji nalezené nástroje patří drasadla, zahrocená šídla a čepele. Zdejší obyvatelé lovili malé gazely, zajíce, dikobraze, divoké kočky, buvoly, nosorožce a žirafy.
Podobný život vedli pravděpodobně i obyvatelé nilského údolí, ale dosud zde nebyla nalezena žádná naleziště. Mnoho lokalit však dokládá těžbu nerostných surovin, zejména rohovce vhodného pro výrobu pazourků.
- Pozdní fáze středního paleolitu (80 000 – 70 000 př. n. l.)

Podnebí se postupně změnilo na velmi suché a zdroje obživy se nacházely pouze v údolí Nilu. V důsledku toho museli lidé žijící na Saharské poušti tuto oblast opustit a zvýšila se hustota osídlení nilského údolí.

### Přechodná skupina (70 000 – 50 000 př. n. l.)
Výrobu nástrojů z několika levalloiských úštěpů z menšího rohovcového jádra nahradila výroba velkého množství čepelí z velkého jádra. Intenzívní těžbu a výrobu štípaných výrobků dokládá lokalita Taramsa-1 nacházející se poblíž Keny. Odtud pochází také pravděpodobně nejstarší africký hrob. Je to hrob dítěte u něhož se stáří kostry odhaduje na 55 000 let.
Při těžbě byly valouny rohovce uvolňovány z terasovitých vrstev pomocí překopů a jam o maximální hloubce 1,7 m. Šířka jam a příkopů je 1–2 m. Protože vrstvy rohovce nebyly celistvé, stačily k jejich dobývání jednoduché nástroje.
Prohlubně v příkopech pak byly často využívány jako dílny pro výrobu rohovcových nástrojů. Těžba byla velmi intenzívní a těžební oblast v okolí Keny pokrývala mnoho kilometrů čtverečních.

### Mladý paleolit (50 000 – 24 000 př. n. l.)
Z tohoto období není známo mnoho nalezišť. Nejstarší lokalitou je Nazlit Chater-4 ve středním Egyptě, kde se rohovec těžil pomocí příkopů a jam a také v podzemních chodbách ústících ve stěnách příkopů nebo dnech jam. Těžba zde začala přibližně před 35 000 lety a probíhala přibližně 5 000 let.
Výroba zde již nebyla prováděna levalloiskou technikou, ale směřovala ke štípání jednoduchých čepelí z pecek s jedním jádrem. Mezi nástroji se objevují také čepele a sekery s oboustranně opracovaným ostřím.

### Pozdní paleolit (24 000 – 10 000 př. n. l.)
Z tohoto období bylo nalezeno v Horním Egyptě mnoho osad. Jedna z lokalit se nachází ve Wádí Kubání. Tato lokalita byla osídlena skupinami lovců a sběračů. Ke stravě patřily ryby (sumci a ryby rodu Tilapia), antilopy, divoký skot a gazely dorka. Mezi rostlinnou stravu patřil báchor, rmen a hlízy trav.
Malá velikost ryb rodu Tilapia na nalezišti Machadma-4 umožňuje domnívat se o používání vyspělého rybářského náčiní (sítě, vrhací košíky a podběráky). Ryby, které nebyly hned zkonzumovány, se konzervovaly uzením.
Z této doby pochází skalní kresby, nacházející se v lokalitě Abka poblíž druhého kataraktu a v lokalitě el-Hoš jižně od Edfu. Na malbách lze poznat pasti na ryby používané v mělkých vodách 

### Epipaleolit (10 000 – 7 000 př. n. l.)
Z tohoto období není v nilském údolí doložena přítomnost lidí. Důvodem je to, že došlo ke snížení hladiny Nilu a zmenšila se tak záplavová oblast. Mohlo tak dojít ke změně přírodních podmínek, ne tak výhodných pro sídlení. Pravděpodobnější však je, že sídliště, nacházející se na okraji pouště, se posunula blíže k Nilu a byla později zakryta mladšími nilskými nánosy.

## Neolit

### Saharská neolitická (keramická) kultura
Západní poušť byla koncem středního paleolitu vlivem suchého klimatu opuštěna. Lidé se sem vrátili až kolem roku 9 300 př. n. l. Protože chybí doklady o zemědělství z této doby a zároveň jsou známy nálezy keramiky, navrhují někteří archeologové nazývat tuto kulturu „keramická“. Keramika byla zdobena otisky šňůr nebo pokryta čarami vytvářenými hřebenem.

#### Raný neolit (8 800 – 6 800 př. n. l.)
Většinu nalezišť tvoří sezónně obývané tábory lovců-sběračů. Větší osady se nacházejí v nižších částech vysychajících jezer. Byly krátkodobě opouštěny, protože v období dešťů byly zaplavovány vodami obnovujících se jezer. Usedlý způsob života nebyl znám.
Po roce 7 500 př. n. l. je doloženo hloubení studní, z nichž některé byly vybaveny postranními nádržemi pro napájení zvířat. Skot nebyl chován na maso, ale pouze pro bílkoviny v podobě mléka a krve. Lidé kromě chovu dobytka lovili divoká zvířata, hlavně zajíce a gazely.

#### Střední neolit (6 600 – 5 100 př. n. l.)
Osídlení Západní pouště dosáhlo vrcholu. Stavby jsou četnější, patří k nim studny, domy obložené dřevěnými deskami a stavby s konstrukcí propletených tyčí a větví omazaných hlínou. Velké osady poblíž někdejších jezer sloužily pravděpodobně jako trvale obydlená sídliště.

#### Pozdní neolit (5 100 – 4 700 př. n. l.)
Kolem roku 4 900 př. n. l. se objevuje pálená hlazená keramika, někdy s černým okrajem, která pravděpodobně později ovlivnila keramiku Badárské kultury. Od roku 5 400 př. n. l. se začíná rozvíjet chov domestikovaných zvířat, hlavně ovcí, které byly získány z Levanty. Protože však po roce 4 400 př. n. l. došlo v Západní poušti ke změně podnebí na suché, začala být svými obyvateli opouštěna.

## Předdynastická doba

### Dolní Egypt

#### Neolit v nilském údolí

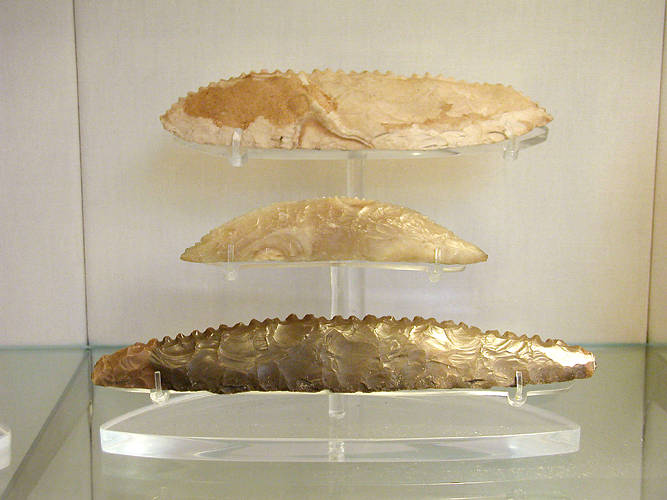
Pazourkový nůž z raně předdynastického období.

Mezi roky 5 450 až 4 400 př. n. l. se objevuje v okolí jezera Fajjúm fajjúmská kultura. Z této doby pochází nálezy do země zapuštěných obilných sil, které byly vystýlány rohožemi. Poprvé je v Egyptě hlavním zdrojem obživy hlavně zemědělství. Pěstoval se šestiřadý ječmen a špalda.
Fajjúmienská keramika má hrubý povrch a jednoduché tvary. Byla vypalována, její povrch leštěn a zdoben tenkou červenou vrstvou bez dekoru.

#### Kultura Maadí
V severní části Egypta se rozvinula kultura Maadí (je nazvána podle naleziště Maadí, které se nachází na předměstí dnešní Káhiry). Navazovala na Fajjúmskou kulturu a byla ovlivněna okolními oblastmi, se kterými měla rozsáhlý obchodní styk.
Keramika byla zpočátku zdobena jako keramika saharské neolitické kultury, postupem času však začaly být vyráběny kulovité nádoby s širokým, plochým dnem, úzkým hrdlem, nálevkovitě rozšířeným okrajem, které nebyly zdobeny. Z oblasti Nakády I. byly také nádoby dováženy a také byla nalezena keramika původem z Palestiny.
Na výrobu jehel, harpun, holí, sekerek, lopatek se začalo používat mědi. Z Horního Egypta byly dováženy luxusní hřebeny a břidlicové kosmetické palety.
Kultura Maadí byla kulturou usedlých pastevců a zemědělců. Chovala se prasata, skot, kozy, ovce, osli, psi a pěstoval se ječmen, pšenice, hrách, čočka.

### Horní Egypt

#### Badárská kultura

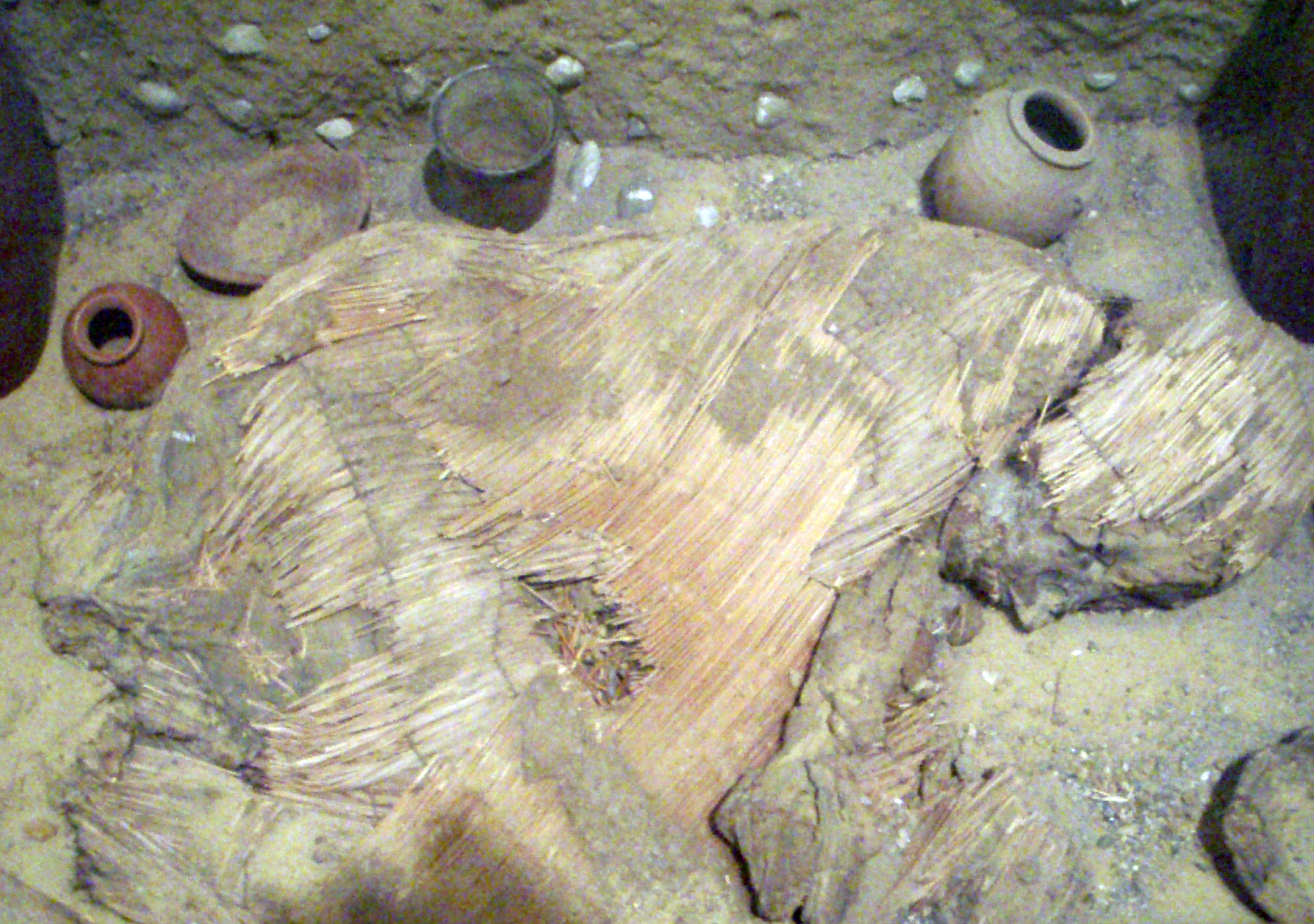
Rekonstrukce hrobu z předdynastického období. Royal Ontario Museum.

Tato kultura byla nazvána podle naleziště Badárí poblíž Sonágu. Nálezy patřící do této kultury byly nalezeny i mimo okolí Badárí – na jihu v el-Kábu, Hierakonpoli, Amantu, na východě ve Wádí Hammámátu.
Keramické nádoby z tohoto období byly vyrobeny ručně z nilského bahna. Tvary nádob jsou jednoduché. Velké množství nádob má černý okraj, ale mají hnědší povrch než keramika s černým okrajem z období Nakáda I. Typickým znakem badárské keramiky je jemné zdrsnění povrchu – „zčeření“. Povrch byl upraven hřebenováním a pak vyhlazen, čímž byl vytvořen ozdobný povrch. Charakteristické jsou též nádoby na nožce.
Mezi kamennými nástroji převládají škrabadla, děrovače a retušované nástroje. Mezi další nalezené předměty patří spony do vlasů, hřebeny, náramky a korálky z kosti a slonoviny. Začínají se objevovat kosmetické palety z břidlice jejichž tvar je obdélníkový nebo oválný. Tyto palety se staly později charakteristickým rysem nakádské kultury.

#### Nakádská kultura

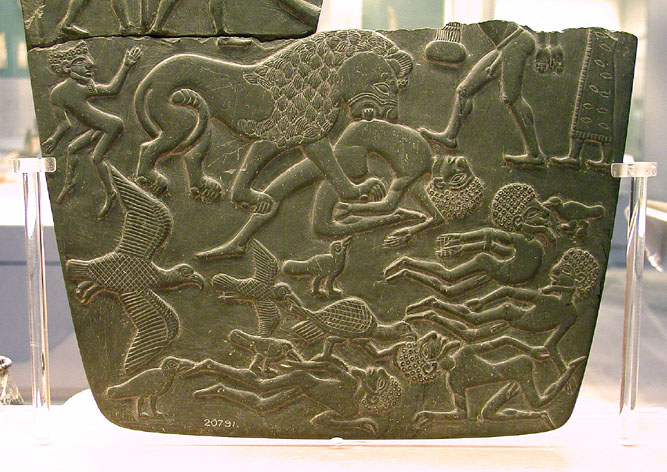
spodní část Válečné palety pocházející z pozdně předdynastického období.

Badárská kultura volně přechází v Nakádskou kulturu. Tato kultura byla pojmenována podle naleziště Nakáda v Horním Egyptě, kde roku 1892 archeolog William Mathew Flinders Petrie objevil rozsáhlé pohřebiště s více než 3000 hroby. Nakádská kultura měla tři stupně:
- Nakáda I a-b-c (kolem 4400–3500 př. n. l.)
  - keramika malovaná a asfaltovaná
- Nakáda II a-b-c (kolem 3500–3200 př. n. l.)
  - první jílová keramika a zpracovávání kovů
  - tato kultura byla zastoupena v celém Egyptě
- Nakáda III a-b-c (kolem 3200–3000 př. n. l.)
  - propracovanější předměty nalézané v hrobech
  - válcové džbány
  - písmo